# Башар Џексон
Башар Барака Џексон (енгл. Bashar Barakah Jackson; 20. Јул, 1999 – 19. Фебруар, 2020), познатији као Pop Smoke је био амерички репер. Рођен је у Бруклину у Њујорку, а музичку каријеру је почео 2018. године са дебитантским синглом „МPR (Panic Part 3 Remix)“. Уздигао се и велику популарност стекао избацивањем хит синглова „Welcome to the Party“ и „Dior“ у 2019. години. Често је сарађивао са уметницима и продуцентима британског дрила, који су користили минималнији и агресивнији инструментални звук него уметници aмеричког дрила, чиме се вратио звук Бруклин дрила. 
Након успона и стицања славе, продуцент Rico Beats је представио Башара Стивену Виктору у априлу 2019. године. Касније Pop Smoke потписује уговор са Victor Victor Worldwide и Republic Records. Објавио је свој дебитантски микстејп Meet the Woo у јулу 2019. Његов други микстејп Meet the Woo 2, објављен је 7. фебруара 2020. и дебитовао је на броју седам на Billboard 200, поставши његов први топ-10 пројекат у Сједињеним Америчким Државама.
Дванаест дана након објављивања другог микстејпа, Pop Smoke је убијен током пљачке у Лос Анђелесу. Њујоршки репер 50 Cent био је извршни продуцент његовог постхумног дебитантског студијског албума „Shoot for the Stars, Aim for the Moon“, објављеног 3. јула 2020. Албум је дебитовао на првом месту на Billboard 200 и свих 19 песама са албума били су на листи Billboard Hot 100. Албум је такође изнедрио низ међународних топ-10 синглова, укључујући "For the Night" (са DaBaby и Lil Baby) и „What You Know Bout Love". Годину дана касније, Republic Records је објавио други студијски албум „Faith“, 16. јула 2021.

## Рани живот
Башар Барака Џексон је рођен 20. јула 1999. године у Бруклину у Њујорку, од мајке Јамајчанке Одри Џексон и оца Панамца Грега Џексона. Имао је старијег брата по имену Обаси. Џексон је похађао девет различитих школа док је одрастао у Канарсију у Бруклину и свирао је афричке бубњеве у својој локалној цркви као дете.
Џексон је избачен из осмог разреда јер је понео пиштољ у школу. Провео је две године у кућном притвору након што је оптужен за поседовање оружја. Преселио се у Филаделфију да би уписао Роктоп академију и играо кошарку. Касније је био приморан да напусти тај позив након што му је дијагностикован шум на срцу, а на крају се окренуо животу на улици.

## Каријера
У интервјуу за Genius, он је изјавио да је његово уметничко име Pop Smoke комбинација Poppa, имена које му је дала његова бака из Панаме, и Smocco Guwop, надимак од пријатеља из детињства, што је такође било његово старо име на Инстаграму.Први пут је покушао да репује током посете студију за снимање у Бруклину 2018. са Jay Gwuapо. Крајем 2018. реповао је преко матрице са YouTube канала 808Melo и снимио песму под називом „MPR (Panic Part 3 Remix)“ током студио сесије. Касније, 28. јануара 2019. објавио је "Flexin'". У међувремену, Џексон се спријатељио са продуцентом Rico Beats, који је познавао извршног директора Стивена Виктора.
Њих тројица су уговорили интервју, а у априлу 2019. Џексон је потписао уговор са Viktor Viktor Worldwide и Republic Records. Затим, 23. априла 2019. Џексон је објавио свој први сингл „Welcome to the Party“, који је продуцирао 808Melo. Услед велике популарности, многи ремикси песме су касније снимљени, са комерцијално објављеним верзијама са Nicki Minaj и Skeptom. Џексон је објавио свој дебитантски микстејп Meet the Woo 26. јула 2019. године. Од октобра до децембра 2019, Џексон је објавио више синглова, укључујући „War“ са Lil Tjay-ем и „100k on a Coupe“ са Calboy-ем.
У децембру 2019. године Џексон се појавио на компилационом албуму JackBoys Травис Скотовe Cactus Jack Records издавачке куће на песми „Gatti“ која је такође била пропраћена музичким спотом. "Gatti" је дебитовао и достигао 69. место на америчкој листи Billboard Hot 100, што је Џексону било његово прво појављивање у Hot 100.  Џексон је 16. јануара 2020. објавио „Christopher Walking“. Дана 7. фебруара 2020, дванаест дана пре смрти, Џексон је објавио свој други микстејп Meet the Woo 2, на којем су се појавили Quavo, A Boogie wit da Hoodie, Fivio Foreign и Lil Tjay.
Микстејп је дебитовао на седмом месту на америчком Billboard 200, чиме је Џексон ушао у првих 10 хитова у Сједињеним Америчким Државама. Пет дана након објављивања, објављено је deluxe издање са три нове песме, од којих је свака имала гостовање која чине Nav, Gunna и PnB Rock. Џексон је на друштвеним мрежама објавио своју дебитантску концертну турнеју Meet the Woo Tour како би промовисао оба своја микстејпа. Планирано је да турнеја почне у САД у марту, а заврши у Великој Британији у априлу.

## Постхумна објављивања
„Dior“, други сингл са Meet the Woo микстејпа, постао је Џексонов први постхумни соло хит, достигавши 22. место на Billboard Hot 100 и 33. место на UK Singles Chart. Почетком марта 2020, амерички репер 50 Cent објавио је на свом Инстаграму да је одлучио да буде извршни продуцент и заврши Џексонов дебитантски студијски албум. Након ове објаве, 50 Cent је позвао уметнике као што су Roddy Rich, Drake и Chris Brown желећи да их уврсти на албум. Pop Smoke је желео да одведе своју мајку на доделу награда због чега је 50 Cent обећао да ће је одвести на једну када албум буде готов.
Касније, 16. априла 2020. најављено је да је у припреми документарни филм о животу Џексона. После, 14. маја 2020. Виктор је најавио да ће дебитантски студијски албум Pop Smoke-а бити постхумно објављен 12. јуна 2020. Албум је назван Shoot for the Stars, Aim for the Moon. Првобитно је био пуштен у промет 12. јуна 2020. године, али је повучен из поштовања према протестима Џорџа Флојда. Уместо тога, на првобитни датум издавања албума, објављен је главни сингл, „Make it Rain“, са бруклинским репером Rowdy Rebel-ом.
Rowdy Rebel је свој део песме снимио телефонским позивом из затвора пошто је у то време одлежавао затворску казну. Познати модни креатор, Вирџил Абло је креирао оригиналну илустрацију албума. Међутим, илустрација је изазвала значајне критике обожаватеља који су је назвали "лењом" и "збрзаном" и сматрали да је непоштовање према преминулом реперу. То је изазвало петицију на Change.org која је привукла десетине хиљада потписа. Рајдер Рипс је креирао коначну илустрацију са хромираном ружом на црној позадини. Џексонова мајка је изабрала насловницу албума неколико сати пре него што је албум комерцијално објављен.
Албум је званично објављен 3. јула 2020. године и имао је значајног комерцијалног успеха, достигавши прво место у неколико земаља, укључујући и Billboard 200. Свих 19 песама на албуму нашло се на листи Billboard Hot 100, са песмом „For the Night“ у којој су Lil Baby и DaBaby достигли шесто место, што је Џексону дало његов први топ 10 хит у САД. Дана 20. јула 2020., што би био Џексонов 21. рођендан, објављено је луксузно издање албума са 15 нових додатних песама.
Пети сингл са албума "What You Know Bout Love", завршио је на деветом месту на Billboard Hot 100, дајући Џексону његов други топ-10 хит у САД. Дана 26. фебруара 2021, „AP“ је објављен као главни сингл за филм Boogie у којој је Џексон имао споредну улогу Монка.
Други постхумни албум под називом Faith је објављен 16. јула 2021. године, без помоћи 50 Cent-а. Дебитовао је на првом месту Billboard 200, чиме је Pop Smoke постао први извођач који је са своја прва два постхумна албума дебитовао на врху листе. Deluxe верзија, која садржи четири додатне песме, објављена је 20. јула 2021. године, што би био Џексонов 22. рођендан. Још шест нумера је додато 30. јула.

## Легални проблеми
Дана 17. јануара 2020., након повратка са Недеље моде у Паризу, Џексона су савезне власти ухапсиле на међународном аеродрому Џон Ф. Кенеди након што је украо Rolls-Royce Wraith, вредан 375 000 долара, чији је власник пријавио да је украден након што га је Џексон наводно позајмио у Калифорнији за снимање музичког спота под условом да буде враћен следећег дана. Истражитељи су веровали да је Џексон организовао да аутомобил камионом буде превезен у Њујорк. Он је на Инстаграму и Фејсбуку објавио фотографију себе испред украденог аутомобила. Власти су пронашле аутомобил у кући Џексонове мајке, у делу Канарси у Бруклину.
Након хапшења, полиција га је испитивала о пуцњави која се догодила у Бруклину у јуну 2019. Полиција је мислила да има информације о пуцњави јер је тврдила да има снимак како вози аутомобил у рикверц у близини места злочина. Полиција је такође покушала да изврши притисак на Џексона да им каже више информација о Крипсима, GS9 и другим уличним бандама у Бруклину, али је он одбио да прича.
Оптужен је за  крађу аутомобила, положио је гаранцију од 250 000 долара и пристао је да се клони познатих чланова банде и поднесе тестове на дрогу америчким претпретресним службама. Услови под које је Џексон био стављен ометали су неке од његових наступа попут „BK Drip“ концерта у Кингс театру у Флатбушу у фебруару 2020. године, пошто су чланови банде били у публици.

## Смрт
Џексон је 19. фебруара 2020. изнајмљивао кућу преко Airbnb-а у власништву звезде Тһе Real Housewives Теди Меленкамп и њеног мужа Едвина Аројава у Холивуд Хилсу у Калифорнији. Око 4:30 ујутру, пет мушкараца са капуљачама, укључујући једног са скијашком маском и пиштољем, упали су у кућу кроз балкон на другом спрату док се Џексон туширао (није јасно да ли се Џексон туширао или не).Уљези су жени држали пиштољ уз главу и претили да ће је убити. Убрзо након тога, жена је чула како мушкарци пуцају у Џексона три пута након свађе.
Полиција Лос Анђелеса је добила позив о упаду у кућу са источне обале. Полиција је стигла у кућу шест минута касније и пронашла Џексона са више прострелних рана. Хитно је превезен у медицински центар Cedars-Sinai, где су му лекари извршили торакотомију на левој страни грудног коша. Неколико сати касније, проглашен је мртвим. Имао је 20 година. Дана 21. фебруара, Одељење за судску медицину и мртвозорство округа Лос Анђелес открило је да је узрок Џексонове смрти била прострелна рана на торзу.
Полиција Лос Анђелеса је у почетку сумњала да је Џексонова смрт била повезана са бандом, пошто је он био повезан за Крипсима. Међутим, ЛАПД је касније веровао да је његова смрт последица пљачке која је пошла по злу. Веровало се да су уљези украли Џексонов златни сат и други накит пре него што су побегли из куће. У мају 2021, 15-годишњак, најмлађи од четворице уљеза, наводно је признао да је убио Џексона због ролекса опточеног дијамантима током снимљеног интервјуа са цимером из ћелије у центру за малолетнике. Петнаестогодишњак је рекао цимеру из ћелије да је Џексон испрва удовољио њиховим захтевима за накит, али је онда покушао да се бори против њих, и избио је сукоб у којем је Џексон ударен пиштољем и упуцан из Берете М92. Уљези су побегли са његовим Ролексом, који су продали за 2.000 долара.
Дан пре убиства, Џексон и пријатељ Мајкл Дуродола објавили су неколико слика на друштвеним мрежама, укључујући и једну на којој се у позадини може видети Меленкампова кућна адреса. Репер је такође на Инстаграму и Фејсбуку објавио причу о различитим поклонима које је добио. Један поклон је имао адресу куће на паковању, одајући Џексонову локацију.
Џексоново тело је првобитно планирано да буде сахрањено на гробљу Сајпрес Хилс, али је касније промењено у гробље Гринвуд. Породица, пријатељи и обожаваоци Џексона окупили су се у његовом родном граду Канарсију, у Бруклину, да одају почаст. Његов ковчег је вукла коњска запрега и био је окружен стакленим прозорима и белим завесама.Дана, 11. септембра 2021. године откривено је да је његово гробно место вандализовано, а надгробни споменик разбијен.